# Fenech-Soler
Fenech-Soler — британская электропоп-группа из Кингс-Клиффа, образованная в 2006 году. В состав входят братья Росс и Бен Даффи, Дэниел Солер и Эндрю Линдсей. В качестве названия музыканты взяли часть полного имени Солера. По словам участников, наибольшее влияние оказал на них альбом Майкла Джексона Dangerous. В 2010 году Fenech-Soler выпустили дебютный эпонимический альбом и были номинированы на премию журнала Q; в настоящее время у них подписан контракт с Warner Bros. Records.
Fenech-Soler делали ремиксы для других исполнителей, среди них «Self Control» Sunday Girl, «Kickstarts» Example, «MY KZ, YR BF» Everything Everything и «Hollywood» Marina and the Diamonds, а также они принимали участие в написании и записи трека Groove Armada «Paper Romance» из альбома последних Black Light.
В марте 2011 года у Бена Даффи был диагностирован рак яичка на ранней стадии; он прошёл успешный курс химиотерапии.
Второй полноценный альбом вышел 30 сентября 2013 года. Релиз получил название Rituals и оказался максимально успешным. С этого момента артисты выступали в собственном туре в качестве единичного акта. Синглы Magnetic и Last Forever оказались максимально успешными и быстро оказались на вершине регионального чарта. В 2014 группу приглашают на церемонию награждения на зимние Олимпийские игры в Сочи. Там они исполнили 2 песни.
В 2016 основатели группы покидают оригинальный состав, оставляя наследие братьям Даффи. В качестве дуэта записывается третий полноценный LP под названием Zilla.